# 大久保房男
大久保 房男（おおくぼ ふさお、1921年9月1日 - 2014年7月25日）は、日本の編集者、作家。

## 経歴
三重県北牟婁郡紀伊長島町（現紀北町）生まれ。旧制津中学校を経て慶應義塾大学国文科で折口信夫に師事する。学徒出陣で1943年に出征、海軍予備学生（第4期）を経て1944年暮に海軍少尉となったが、敗戦により復員し、1945年10月に復学、1946年9月に卒業する。民俗学徒を目指していたが、たまたま入社試験を受けた講談社に合格し、同年11月に同社に入社する。1955年から1966年まで『群像』の編集長を務め、「文学の鬼」と言われて、石原慎太郎や有吉佐和子の作品を一切掲載せず、活気ある誌面を作った。吉行淳之介や安岡章太郎など「第三の新人」と呼ばれた作家たちを陰で支えた。引退後の1992年、小説『海のまつりごと』で芸術選奨新人賞を受賞、70歳の新人賞で人々を驚かせた。
2014年7月25日午前11時10分、十二指腸乳頭部癌のため東京都練馬区の自宅で死去。92歳没。
大阪大学名誉教授の大久保昌一は弟、国立遺伝学研究所教授の大久保公策は甥にあたる。
霊術家の浜口熊嶽は父の従兄にあたる。自らと同じく国文学学生から海軍に入った阿川弘之とは編集者時代から長年にわたって親交があり、たびたび随筆などでその言動が「鬼のおくび」というニックネームのもとで記されている。

## 著書
- 『文士と文壇』（講談社 1970年）
- 『文芸編集者はかく考える』（紅書房 1988年）
- 『海のまつりごと』（紅書房 1991年）
- 『理想の文壇を』（紅書房 1993年）
- 『文士とは』（紅書房 1999年）
- 『人間魚雷搭乗員募集 一学徒兵の特攻』（光人社 1999年、光人社NF文庫 2005年）
- 『文士のゴルフ 丹羽学校三十三年の歴史に沿って』（展望社 2000年）
- 『終戦後文壇見聞記』（紅書房 2006年）
- 『日本語への文士の心構え すぐれた文章を書くために』（アートデイズ 2006年）
- 『文士と編集者』（紅書房 2008年）
- 『戦前の文士と戦後の文士』（紅書房 2012年）